# Soul Mate
Soul Mate è un film sentimentale drammatico cinese del 2016, diretto da Derek Tsang e basato sul romanzo omonimo di Anni Baobei. Zhou Dongyu e Sandra Ma ne sono le protagoniste. Il film è uscito nelle sale cinesi il 14 settembre 2016.

## Trama
La vita a Shanghai dell'impiegata trentenne Li Ansheng viene improvvisamente stravolta dalla pubblicazione di un romanzo intitolato Qiyue e Ansheng, una cronaca della sua amicizia con una ragazza di nome Qi Yue in gioventù. Insieme all'incontro accidentale con Su Jiaming, una vecchia fiamma, questo causa a Li un ritorno a ricordi passati che la travolgono con la forza di uno tsunami.
Le due ragazze sembravano destinate a diventare amiche dal momento in cui misero piede insieme nella stessa scuola. Nonostante in adolescenza fossero inseparabili e pensassero che il loro legame sarebbe durato per tutta la vita, la crudeltà della gioventù le ha poi portate a separarsi e andare ognuna per la sua strada.
Ancora più scioccante per il fruitore è la scoperta di un segreto da tempo nascosto e condiviso dalle due, un segreto che funge da emblema della loro gioventù e dà prova finale della loro amicizia.

## Cast
- Zhou Dongyu[3] nel ruolo di Li Ansheng
- Sandra Ma[3] nel ruolo di Lin Qiyue
- Toby Lee[3] nel ruolo di Su Jiaming

## Accoglienza
Il film ha un rating del 100% basato su 10 recensioni su Rotten Tomatoes.
Il critico Edmund Lee del South China Morning Post ha elogiato il film per essere stato in grado di superare la potenziale stucchevolezza della premessa, riuscendo a raccontare una storia d'amore e di amicizia che riesce ad essere al contempo malinconica ed emotiva. Entrambe le protagoniste, Zhou e Ma, sono state considerate parte integrante del successo del film, in particolare per la loro abilità nell'esprimere emozioni forti in modo realistico.
Soul Mate ha ricevuto sette nomination al taiwanese Golden Horse Film Festival nel 2016, entrando nella storia del festival per aver avuto per la prima volta un premio alla Miglior Attrice condiviso dalle due protagoniste dello stesso film.

## Premi e nomination
| Cerimonia                                              | Categoria                             | Nomination                                          | Risultato       | Note          |
| ------------------------------------------------------ | ------------------------------------- | --------------------------------------------------- | --------------- | ------------- |
| Cinquantatreesimo Golden Horse Film Festival           | Miglior regista                       | Derek Tsang                                         | Candidato/a     | [ 8 ]         |
| Cinquantatreesimo Golden Horse Film Festival           | Miglior attrice                       | Zhou Dongyu                                         | Vincitore/trice | [ 8 ]         |
| Cinquantatreesimo Golden Horse Film Festival           | Miglior attrice                       | Sandra Ma                                           | Vincitore/trice | [ 8 ]         |
| Cinquantatreesimo Golden Horse Film Festival           | Migliore sceneggiatura                | Lam Wing Sum, Li Yuan, Xu Yi-meng, Wu Nan           | Candidato/a     | [ 8 ]         |
| Cinquantatreesimo Golden Horse Film Festival           | Miglior trucco e Migliori costumi     | Dora Ng                                             | Candidato/a     | [ 8 ]         |
| Cinquantatreesimo Golden Horse Film Festival           | Migliore canzone originale            | (It’s Not A Crime) It’s Just What We Do             | Candidato/a     | [ 8 ]         |
| Dodicesimi Chinese American Film Festival              | Premio Golden Angel (angelo d'oro)    |                                                     | Vincitore/trice | [ 9 ]         |
| Ventitreesimi Hong Kong Film Critics Society Award     | Miglior attrice                       | Zhou Dongyu                                         | Vincitore/trice | [ 10 ]        |
| Ventitreesimi Hong Kong Film Critics Society Award     | Film di valore                        | Soul Mate                                           | Vincitore/trice | [ 10 ]        |
| Undicesimi Asian Film Awards                           | Miglior regista                       | Derek Tsang                                         | Candidato/a     |               |
| Undicesimi Asian Film Awards                           | Miglior attrice                       | Zhou Dongyu                                         | Candidato/a     |               |
| Trentaseiesimi Hong Kong Film Awards                   | Miglior film                          |                                                     | Candidato/a     |               |
| Trentaseiesimi Hong Kong Film Awards                   | Miglior regista                       | Derek Tsang                                         | Candidato/a     |               |
| Trentaseiesimi Hong Kong Film Awards                   | Miglior attrice                       | Zhou Dongyu                                         | Candidato/a     |               |
| Trentaseiesimi Hong Kong Film Awards                   | Miglior attrice                       | Sandra Ma                                           | Candidato/a     |               |
| Trentaseiesimi Hong Kong Film Awards                   | Migliore sceneggiatura                | Lam Wing-sum, Li Yuan, Xu Yi-meng, Wu Nan           | Candidato/a     |               |
| Trentaseiesimi Hong Kong Film Awards                   | Migliore cinematografia               | Jake Pollock, Jing-Ping Yu                          | Candidato/a     |               |
| Trentaseiesimi Hong Kong Film Awards                   | Miglior montaggio                     | Derek Hui, Li Dianshi, Zhou Xiaolin, Tan Xiang-Yuan | Candidato/a     |               |
| Trentaseiesimi Hong Kong Film Awards                   | Migliore direzione artistica          | Zhai Tao                                            | Candidato/a     |               |
| Trentaseiesimi Hong Kong Film Awards                   | Migliori costumi e Miglior trucco     | Dora Ng                                             | Candidato/a     |               |
| Trentaseiesimi Hong Kong Film Awards                   | Migliore colonna sonora originale     | Peter Kam, Yusuke Hatano                            | Vincitore/trice |               |
| Trentaseiesimi Hong Kong Film Awards                   | Migliore canzone originale            | (It’s Not A Crime) It’s Just What We Do             | Candidato/a     |               |
| Trentaseiesimi Hong Kong Film Awards                   | Miglior regista esordiente            | Derek Tsang                                         | Candidato/a     |               |
| Primo Malaysia International Film Festival             | Miglior film                          |                                                     | Candidato/a     |               |
| Primo Malaysia International Film Festival             | Miglior attrice                       | Zhou Dongyu                                         | Candidato/a     |               |
| Primo Malaysia International Film Festival             | Migliore sceneggiatura                | Lam Wing-sum, Li Yuan, Xu Yi-meng, Wu Nan           | Candidato/a     |               |
| Primo Malaysia International Film Festival             | Migliore cinematografia               | Jake Pollock, Fisher Yu                             | Candidato/a     |               |
| Ottavi China Film Director's Guild Awards              | Miglior film                          |                                                     | Candidato/a     |               |
| Ottavi China Film Director's Guild Awards              | Miglior attrice                       | Zhou Dongyu                                         | Candidato/a     |               |
| Ottavi China Film Director's Guild Awards              | Miglior attrice                       | Sandra Ma                                           | Candidato/a     |               |
| Ottavi China Film Director's Guild Awards              | Migliore sceneggiatura                | Lam Wing-sum, Li Yuan, Xu Yi-meng, Wu Nan           | Candidato/a     |               |
| Ottavi China Film Director's Guild Awards              | Miglior regista di Hong Kong / Taiwan | Derek Tsang                                         | Vincitore/trice |               |
| Osaka Asian Film Festival 2017                         | Premio ABC                            | Soul Mate                                           | Vincitore/trice | [ 11 ]        |
| Ventiquattresimo Beijing College Student Film Festival | Miglior film                          | Soul Mate                                           | Candidato/a     |               |
| Ventiquattresimo Beijing College Student Film Festival | Migliore sceneggiatura                | Lam Wing-sum, Li Yuan, Xu Yi-meng, Wu Nan           | Vincitore/trice |               |
| Ventiquattresimo Beijing College Student Film Festival | Miglior attrice                       | Zhou Dongyu                                         | Candidato/a     |               |
| Ventiquattresimo Beijing College Student Film Festival | Miglior attrice                       | Sandra Ma                                           | Candidato/a     |               |
| Trentunesimi Golden Rooster Awards                     | Miglior lungometraggio                |                                                     | Candidato/a     | [ 12 ] [ 13 ] |
| Trentunesimi Golden Rooster Awards                     | Miglior attrice                       | Zhou Dongyu                                         | Candidato/a     | [ 12 ] [ 13 ] |
| Trentunesimi Golden Rooster Awards                     | Miglior debutto alla regia            | Derek Tsang                                         | Candidato/a     | [ 12 ] [ 13 ] |
| Trentunesimi Golden Rooster Awards                     | Miglior montaggio                     | Derek Hui, Li Dianshi, Zhou Xiaolin, Tan Xiang-Yuan | Candidato/a     | [ 12 ] [ 13 ] |
| Diciassettesimi Chinese Film Media Awards              | Miglior attrice                       | Zhou Dongyu                                         | Candidato/a     | [ 14 ]        |
| Diciassettesimi Chinese Film Media Awards              | Miglior attrice                       | Sandra Ma                                           | Candidato/a     | [ 14 ]        |
| Diciassettesimi Chinese Film Media Awards              | Migliore sceneggiatura                | Lam Wing-sum, Li Yuan, Xu Yi-meng, Wu Nan           | Candidato/a     | [ 14 ]        |
| Secondi Golden Screen Awards                           | Miglior regista                       | Derek Tsang                                         | Vincitore/trice | [ 15 ]        |
| Secondi Golden Screen Awards                           | Miglior attrice                       | Zhou Dongyu                                         | Vincitore/trice | [ 15 ]        |
| Secondi Golden Screen Awards                           | Miglior attrice                       | Ma Sichun                                           | Vincitore/trice | [ 15 ]        |
| Secondi Golden Screen Awards                           | Migliore sceneggiatura                | Lam Wing-sum, Li Yuan, Xu Yi-meng, Wu Nan           | Vincitore/trice | [ 15 ]        |
| Trentaquattresimi Hundred Flowers Awards               | Miglior lungometraggio                | Soul Mate                                           | Candidato/a     | [ 16 ] [ 17 ] |
| Trentaquattresimi Hundred Flowers Awards               | Miglior regista                       | Derek Tsang                                         | Candidato/a     | [ 16 ] [ 17 ] |
| Trentaquattresimi Hundred Flowers Awards               | Migliore scrittura                    | Lam Wing-sum, Li Yuan, Xu Yi-meng, Wu Nan           | Vincitore/trice | [ 16 ] [ 17 ] |
| Trentaquattresimi Hundred Flowers Awards               | Miglior attrice                       | Ma Sichun                                           | Candidato/a     | [ 16 ] [ 17 ] |
| Trentaquattresimi Hundred Flowers Awards               | Miglior attrice                       | Zhou Dongyu                                         | Candidato/a     | [ 16 ] [ 17 ] |
| Trentaquattresimi Hundred Flowers Awards               | Migliore attrice di supporto          | Li Haofang                                          | Candidato/a     | [ 16 ] [ 17 ] |
| Trentaquattresimi Hundred Flowers Awards               | Miglior esordiente                    | Toby Lee                                            | Candidato/a     | [ 16 ] [ 17 ] |